# 克拉克斯代爾 (密西西比州)
克拉克斯代爾（英語：Clarksdale）是一個位於美國密西西比州科荷馬縣的城市。根據2010年美國人口普查，該地共人口17,962人，而該地的面積約為35.90平方千米。同時該地也是科荷馬縣的縣治。

## 地理
克拉克斯代爾的座標為34°12′00″N 90°34′00″W / 34.20000°N 90.56667°W，而該地的平均海拔高度為53米（即174英尺）。